# Distrikt La Arena
Der Distrikt La Arena liegt in der Provinz Piura der Region Piura in Nordwest-Peru. Der Distrikt hat eine Fläche von 160,22 km². Beim Zensus 2017 lebten 38.734 Einwohner im Distrikt. Im Jahr 1993 betrug die Einwohnerzahl 28.742, im Jahr 2007 34.584. Verwaltungssitz ist die Kleinstadt La Arena.

## Geographische Lage
Der Distrikt La Arena liegt im Westen der Provinz Piura. Er hat eine Längsausdehnung in NW-SO-Richtung von etwa 26 km sowie eine Breite von etwa 9 km. Der Distrikt liegt 18 km südlich der Regionshauptstadt Piura. Er erstreckt sich westlich des Flusses Río Piura über die aride Landschaft der Küstenwüste in Nordwest-Peru. Es wird bewässerte Landwirtschaft betrieben.
Der Distrikt La Arena grenzt im Norden an den Distrikt Catacaos, im Osten jenseits des Río Piura an den Distrikt Cura Mori, im Südosten an den Distrikt El Tallán, im Süden an den Distrikt La Unión sowie im Westen an den Distrikt Miguel Checa (Provinz Sullana).